# 壽莊固倫公主
寿莊固伦公主（1842年3月24日—1884年3月11日），道光帝第九女。

## 生平
道光二十二年二月十三日戌時出生，生母為琳妃乌雅氏。咸丰五年十一月封為寿莊和硕公主，指配一等诚勇公博羅特氏裕恒第三子德徽。咸丰六年 （1856年），清廷因财政困难而黄金奇缺，遂即奏请“寿禧和硕公主、寿庄和硕公主金册，改用银质镀金”。九公主曾借用寧壽宮東路各殿座設置的桌張、椅子和杌子等。
- 漢文清單列有廂石心琴桌二張、紫檀大案一張、代套紫檀炕桌貳張、廂磁心代套紫檀炕桌壹張、有廂石心有未廂心紫檀八仙拾陸張、有廂石心有未廂心代套紫檀杌子肆拾張、有廂石心有未廂心紫檀椅子叁拾肆張。以上共計木器等玖拾陸件。

同治二年十一月正式下嫁，怎料不久之後，壽莊和碩公主府首領太監因認為上駟院給公主車轎所配的騾頭不好，与總管內務府大臣寶鋆發生衝突，公主的首領太監受到嚴懲，寶鋆不久便以軍機處事務繁重為由辭去內務府總管大臣之職，所承擔的家務之責便中由總管內務府大臣明善負責，惟明善上任僅兩個多月就奏請更換公主府長史，在奏折稱該府長史驍騎副參領吉順等公主府人员於府第應辦一切事務未能周妥，要另外挑選老成諳練之員才能辦理府內事務。同治二年年底，即有諭旨令將每年官房租庫收到奕梁房租銀一千兩賞給壽禧和碩公主、壽莊和碩公主各五百兩，但壽禧和碩公主府翌年即告進款不敷用項支絀，內務府再奉旨壽禧和碩公主、壽莊和碩公主每年各加賞銀八百兩，由官房租庫房租項下賞給。
婚后仅月餘，公公一等诚勇公裕恒去世。額駙次兄德崇袭爵。
婚后仅十三个月，同治四年正月，和碩額駙德徽去世，二人无子女。公主过继德崇之子联英为嗣子，仅一年后，嗣子联英夭折。
同治五年，公主同母兄奕譞当时唯二子女半个月内相继去世（公主另外两名同母弟皆终身无子女），公主之母琳妃随即去世。
光绪七年十月二十五日，作为仅存的帝女，随侄女荣寿固伦公主（恭亲王之女）晋封“固伦公主”之际，一同得到晋封，军机大臣面奉慈禧端佑康颐昭豫庄诚皇太后懿旨：「寿庄和硕公主著晋封为寿庄固伦公主」，并且赏其坐黄轿。
光绪十年二月十四日去世，享年四十二岁。光緒十年二月十九日，額駙四弟侍衛德峰呈請將其子阿克東阿繼與壽莊固倫公主為嗣。

## 影视作品
- 《大太監》（2012年，無綫電視翡翠台電視劇集）：由陳茵媺飾演，但劇中公主在同治末年已病逝，與史實不符。